# Tel Aviv Air
Tel Aviv Air (estilizado TLV-Air) fue una aerolínea alemana con sede en el Aeropuerto de Hamburgo, disuelta a los tres meses de su inicio de actividad. Fundada en julio de 2021 con el fin de ofrecer vuelos directos entre la ciudad de Hamburgo y Tel Aviv, Israel, la aerolínea, considerada en su día la más pequeña del mundo, contaba con un solo Airbus A320, que cubría la ruta Hamburgo-Tel Aviv cuatro veces a la semana (dos vuelos de ida y dos de vuelta). 

## Historia
A pesar de ser la segunda ciudad más grande de Alemania, Hamburgo no había tenido hasta recientemente una conexión aérea directa con el aeropuerto internacional de Israel. En los años setenta hubo una aerolínea que operaba esta ruta, pero fue cesada al poco tiempo.
Entre 2019 y 2020, la aerolínea alemana de bajo costo Germania cubría esta ruta, declarando tras su quiebra en 2020 que había sido una sus de rutas rentables. Germania fue también la única aerolínea que ofrecía vuelos directos entre Tel Aviv y Stuttgart, y en víspera de su cese tenía prevista una ruta entre Núremberg y la ciudad israelí. Tras su cese, se detectó una demanda por la continuidad de los vuelos directos entre la ciudad hanseática e Israel.
Con este fin, se fundó la aerolínea Tel Aviv Air, fruto de la colaboración entre exdirectivos de la difunta Germania y una agencia de viajes de la ciudad de Hamburgo. Su primer vuelo, con salida de la ciudad alemana, fue previsto originalmente para el 16 de diciembre de 2021, aunque finalmente tuvo lugar el 6 de marzo de 2022.
El primer avión de Tel Aviv Air, un Boeing 737-800 de 189 asientos, fue operado por la aerolínea polaca Enter Air, ofreciendo una clase Premium Economy con 14 asientos (con los asientos intermedios vacíos) y una configuración estándar para el resto de asientos. El contrato de colaboración con Enter Air caducó, sin embargo, a escasas tres semanas tras el estreno de la nueva línea. En su lugar, se optó por contratar los servicios de la chipriota Tus Airways, fletando un Airbus 320 —su último aparato— que ofrecía 180 asientos, con una clase ejecutiva sustituyendo la anterior Premium Economy.

### Insolvencia y cese
A principios de mayo de 2022, Tel Aviv Air anunció que sus vuelos estaban suspendidos por motivos técnicos, aunque más tarde confirmó en su web que se había declarado en insolvencia el 12 del mes.  El día siguiente, se publicó que Tel Aviv Air se declaraba definitivamente insolvente y cesaría sus operaciones. En un análisis posterior, sus fundadores reconocieron que tanto los efectos de la pandemia de COVID-19 como el desenlace de la invasión rusa de Ucrania de ese año (siendo una gran parte de la comunidad judía de Hamburgo —principales usuarios de esta ruta— de origen ruso y ucraniano) precipitaron el prematuro fin de la aerolínea.